# 문성진 (1967년)
문성진(文成振, 1967년 4월 6일 ~ )은 대한민국 제6대 인천광역시 동구의원이었다.

## 학력
- 서강대학교 국어국문학 학사 졸업

## 경력
- 학교급식환경개선운동본부 공동대표
- 월미산 난개발 저지 인천시민대책 공동대표
- 민주노동당 인천시당 동구위원회 위원장
- 인천 중구·동구 시민단체협의회 공동대표
- 배다리산업도로무효화 주민대책위원회 공동대표
- 인천공항고속도로 통행료인하추진위원회 공동위원장
- 솔빛마을 1차아파트 입주자 대표회의 회장
- 중·동구 관통 배다리산업도로 주민대책위 위원장
- 2010.07 ~ 2014.06 제6대 인천광역시 동구의회 의원
- 2010.07 ~ 2012.07 제6대 인천광역시 동구의회 전반기 부의장
- 2010.07 ~ 2012.07 제6대 인천광역시 동구의회 전반기 조례심사특별위원회 위원
- 2010.07 ~ 2012.07 제6대 인천광역시 동구의회 전반기 예산결산특별위원회 위원
- 2012.07 ~ 2014.06 제6대 인천광역시 동구의회 후반기 조례심사특별위원회 위원장
- 2012.07 ~ 2014.06 제6대 인천광역시 동구의회 후반기 예산결산특별위원회 위원

## 역대 선거 결과
|  | 8.61% |

|  | 13.77% |

|  | 7.20% |

|  | 22.59% |